# Steinmuseum Solothurn

Die Tür rechts im Bild ist der Eingang zum heutigen Steinmuseum Solothurn.
(Links davon die Jesuitenkirche, in der Bildmitte die St. Ursenkathedrale)

Das Steinmuseum Solothurn ist ein Museum, das Exponate aus Stein ausstellt und dem Besucher das Steinhandwerk näherbringen möchte. Es befindet sich in der Altstadt der Schweizer Stadt Solothurn und wird vom Verein Solothurner Steinfreunde betrieben. Die Exponate gehören der Stadt beziehungsweise dem Kanton Solothurn.

## Museum
Ein Grossteil der Exponate stammt aus dem Lapidarium im ehemaligen Kreuzgang des benachbarten Jesuitenkollegiums.
Neben den Exponaten verfügt das Museum über interaktive Installationen sowie Tonbildschauen und Filme.
Das Museum ist blindengerecht konzipiert und erlaubt den Besuchern das Anfassen der Exponate. Informationen über die Exponate erhalten Blinde über einen Audioguide. Für die Ausgestaltung als blindengerechtes Museum im Rahmen des Projektes Mit den Händen sehen erhielt das Steinmuseum im Jahr 2013 einen Tourismuspreis des Kantons.

## Geschichte
Der Trägerverein Freunde des Solothurner Steins, der sich 1991 in Solothurner Steinfreunde umbenannte, wurde 1980 gegründet. 
Das Museum wurde 1983 in der Liegenschaft Kreuzen als Steinmuseum Kreuzen in der Gemarkung Rüttenen eröffnet. 1997 zog das Steinmuseum an seinen jetzigen Standort neben der Jesuitenkirche.